# Гархебі
Гархебі (*д/н — 644 до н. е.) — давньоєгипетський політичний діяч XXV та XXVI династій, верховний жрець Амона у Фівах за правління фараонів Танутамона й Псамметіха I.

## Життєпис
Походив з XXV династії. Син Гаремахета, верховного жерця Амона. Про Гархебі відомо замало. Знано, що обрано 660 року до н. е. Керував справами Карнакського храму до самої смерті у 644 році до н. е. 
Після смерті близько Монтуемхета, губернатора та фактичного правителя Фів та більшої частини Верхнього Єгипту, зумів перебрати частину влади у Фівах на навколишній області. Але керував Фівами разом з «Дружиною бога» Амона Нітокріс I, яка після смерті Гархебі фактично стала виконувати культові обов'язки верховного жерця Амона. 
Відома лише його мумія з некрополя Ель-Ассасіф. Після цього смерті верховних жерців Амона не призначали до 595 року до н. е. Тоді посаду обійняла Анхнеснеферібре.